# Mocho (langue)
Pour les articles homonymes, voir Mocho.
Le mocho (ou motozintlèque) est une langue maya parlée au Mexique, au Sud-Est de la ville de Motozintla, située dans l'État de Chiapas.

## Une langue menacée
La langue n'était plus parlée, vers 1998, que par moins d'une centaine de personnes, toutes alors âgées de plus de cinquante ans et bilingues avec l'espagnol.

## Classification
Le mocho, à l'intérieur des langues mayas, fait partie du groupe des langues q'anjob'al.